# Fils de France

Hodnostní koruna Fils de France s titulem pair

Hodnostní koruna Fils de France

Fils de France (česky syn Francie, ženská varianta fille de France, dcera Francie) byl šlechtický titul užívaný během starého režimu ve Francii a vyhrazený pro syny a dcery králů a dauphinů.

## Historie
Král, královna (popř. královna-matka), enfants de France (děti Francie) a petits-enfants de France (vnuci Francie) tvořili famille du roi (královskou rodinu). Vzdálenější mužští příslušníci rodu užívali obvykle titul princ královské krve. Králi náležela pravomoc povyšovat i levobočky (nelegitimní syny a dcery), kteří mohli získat titul princes légitimés (legitimní princové).
Dauphin, následník francouzského trůnu, byl první ze synů Francie. Náleželo mu oslovení Monsegnieur le Dauphin. Králův nejbližší mladší bratr měl nárok na oslovení monsieur a jeho manželce náleželo oslovení madame.
Dcery byly oslovovány svým křestním jménem, kterému předcházelo oslovení madame. Králově nejstarší dceři náleželo oslovení madame royale, a to až do chvíle, než se provdala. Následně takový titul přejímala případná další neprovdaná dcera v pořadí. Synové byli oslovováni svým hlavním titulem (obvykle vévodským), s výjimkou dauphina. Nelegitimním (nemanželským) dětem krále nebo dauphina nenáležely žádné tituly s výjimkou případů, kdy došlo panovníkem k jejich legitimizování.
Od doby Ludvíka XIII. náleželo všem dětem Francie oslovení vaše výsosti, v praxi však byla spíše užívána oslovení monsieur, madame či mademoiselle.